# Национальная школа криптографии
Национа́льная шко́ла криптогра́фии (англ. National Cryptologic School, NCS) — учебное заведение Агентства национальной безопасности, которое обеспечивает подготовку кадров для АНБ.
Школа была основана 1 ноября 1965 года в соответствии с директивой заместителя министра обороны США Кир Р. Вэнса. Первым директором Школы был назначен «отец американской криптологии», бывший глава Службы разведки сигналов (предшественника АНБ — англ. Signal Intelligence Service SIS) Уильям Фридман.
Проводит разработку учебных курсов и обучение в области криптографии, информационной безопасности, иностранных языков (более 40) и управления.
В школе проходят обучение гражданские и военные сотрудники АНБ, а также других организаций разведывательного сообщества США. Многие учебные курсы имеют аккредитацию Американского совета по образованию и Совета по профессиональному образованию.
Обучение осуществляется как с помощью компьютерных методов, так и традиционных методов обучения. Сотрудники имеют доступ через Интернет к тысячам учебных курсов, разработанных АНБ и другими организациями разведывательного сообщества.
В настоящее время Школа размещается в более чем 20 кампусах, содержит четыре криптологических центра и шесть криптологических учебных заведений.